# Stefanía Fernández
Stefanía Fernández Krupij (Mérida, Venezuela, 4 de Setembro de 1990) é uma modelo e rainha da beleza venezuelana que venceu o Miss Universo 2009. Ela foi a sexta mulher de seu país a vencer este concurso.

## Biografia
Seu avô materno era russo e sua avó, polaca. Seus avós paternos eram espanhóis. “Minha avó fugiu da Polônia durante a Segunda Guerra Mundial. Chegou jovem e não tinha nada. A história de meu avô é parecida. Eles se conheceram, se casaram e se tornaram o Senhor e a Senhora Krupij", disse para a revista Cosas. Já os avós paternos de Stefanía migraram da Espanha, onde deixaram o filho aos cuidados de parentes, para iniciar um negócio madeireiro. O pai de Stefanía só se mudou para a Venezuela quando já era adolescente.
No início de 2017, mudou-se para a Colômbia após ter contratos cancelados em seu país por participar de uma campanha política, recebendo a cidadania colombiana em abril.
Atualmente vive em Atlanta, Estados Unidos, com o namorado Ender Inciarte, jogador de beisebol do Los Bravos de Atlanta, e o filho do casal. 

## Participação em concursos de beleza

### Miss Venezuela
Stefania ganhou o Miss Venezuela 2008, realizado em Caracas, onde ela derrotou outras 27 concorrentes, tendo obtido o título de Miss Universo Venezuela. Ela se tornou a segunda Miss Trujillo a ganhar o  título desde o primeiro concurso de Miss Venezuela começar em 1952. A primeira foi Bárbara Palacios Teyde, Miss Venezuela 1986 e Miss Universo 1986.

### Miss Universo
Em 23 de agosto de 2009, Stefanía foi coroada Miss Universo, nas Bahamas, sendo a sexta venezuelana a conquistar a coroa e a primeira ganhadora do Miss Universo a ser coroada por uma compatriota. Esta vitória inédita foi registrada pelo Guinness World Records.
Como prêmios ela recebeu uma coroa e uma bolsa de estudos de 100.000 dólares para estudar na Academia de Cine de Nueva York, além de um salário anual e presentes que incluíam roupas e joias.
Durante seu reinado, ela residiu num apartamento em NY e foi capa de diversas revistas, além de fazer diversas campanhas publicitárias, incluindo uma para a Avon.
Ela também viajou para diversos países.

## Vida após os concursos de beleza
Após coroar sua sucessora, Stefanía voltou para a Venezuela, onde continuou trabalhando como modelo, tendo feito diversas capas de revista. Ela também cumpriu um contrato de dois anos com a Venevision.
Em 2014, ela lançou uma coleção de roupas com  o estilista venezuelano Douglas Tapia, chamada Horizontes e, em 2015, abriu uma escola de modelagem no Panamá, a Stefania Fernandez Academy, que fechou pouco depois.
Em 2017, depois de perder diversos contratos após fazer uma campanha política para a ONG Sin Mordazaonde apareceu amordaçada, mudou-se para a Colômbia, onde recebeu a cidadania em abril do mesmo ano. "Cancelaram todos os meus contratos com as marcas das quais eu era a imagem porque eu não podia tomar uma posição política", revelou posteriormente para NTN24.
Em 2018 ela envolveu-se com Cadena Foundation, uma associação sem fins lucrativos que atua em países onde haja populações em situação de emergência.
Em março e abril de 2019, ela, Dayana Mendoza e Paulina Vega participaram de ações solidárias para arrecadar doações para os venezuelanos e colombianos atingidos pela Crise na Venezuela.Também neste ano ela lançou uma linha de produtos de beleza, chamada Ammaterre Skin. 

### Casamentos e filhos
Em 06 de maio de 2017, Stefanía casou-se com o empresário venezuelano, radicado na Colômbia, Bernardo Asuaje Rosenblatt, do qual se separou em meados de 2019, quando a imprensa reportou que ela havia, inclusive, apagado todas as fotos do casal em suas contas nas redes sociais.
Em dezembro de 2020, a imprensa especulou sobre ela estar namorando o jogador de beisebol Ender Inciarte, do do Los Bravos de Atlanta, depois dele postar fotos no Instagram dos dois juntos num parque. O relacionamento foi confirmado quando no Natal ambos publicaram fotos em suas contas na rede social.  
Em  20 de maio de 2021, Stefanía postou uma mensagem e uma foto anunciando que tinha sido mãe de um menino, fruto do relacionamento com o  jogador de beisebol do Los Bravos de Atlanta, o venezuelano Ender Inciarte. 

## Prêmios
- 2009:Guinness World Records